# Kommission Barroso II

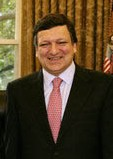
Kommissionspräsident José Manuel Barroso

Als Kommission Barroso II wird die Europäische Kommission unter dem Präsidenten José Manuel Barroso bezeichnet, die am 10. Februar 2010 die Arbeit aufnahm. Sie war die erste Kommission, die nach den Regelungen des Vertrags von Lissabon zustande kam und folgte der Kommission Barroso I nach, die nach der Europawahl 2004 im Amt war. Der Kommission Barroso II gehörten 28 Mitglieder, jeweils eines aus jedem der 28 Mitgliedsstaaten der Europäischen Union, an.
Am 1. November 2014 wurde sie von der Kommission Juncker abgelöst.

## Mitglieder der Kommission
Die folgende Tabelle führt die Mitglieder der Kommission auf. Sieben Kommissionsmitglieder hatten den Rang als Vizepräsidenten; sie vertraten den Kommissionspräsidenten bei Abwesenheit in einer bestimmten Reihenfolge, die in Klammern angegeben ist.
Die Farben zeigen die Zugehörigkeit zu den europäischen Parteien (EVP, SPE und ELDR) an.
| Ressort                                                       | Kommissar/-in                   | Mitgliedstaat          | nationale Partei   | europäische Partei | Bild                  |
| ------------------------------------------------------------- | ------------------------------- | ---------------------- | ------------------ | ------------------ | --------------------- |
| Präsident                                                     | José Manuel Barroso             | Portugal               | PSD                | EVP                | José Manuel Barroso   |
| Vizepräsidentin (1), Außen- und Sicherheitspolitik            | Catherine Ashton                | Vereinigtes Königreich | Labour             | SPE                | Catherine Ashton      |
| Vizepräsidentin (5), Digitale Agenda                          | Neelie Kroes                    | Niederlande            | VVD                | ELDR               | Neelie Kroes          |
| Vizepräsident (7), Institutionelle Beziehungen und Verwaltung | Maroš Šefčovič                  | Slowakei               | SMER nahestehend   | SPE nahestehend    | Maroš Šefčovič        |
| Vizepräsidentin (2), Justiz, Grundrechte und Bürgerschaft     | Viviane Reding                  | Luxemburg              | CSV                | EVP                | Viviane Reding        |
| Vizepräsident (6), Unternehmen und Industrie                  | Antonio Tajani                  | Italien                | PdL                | EVP                | Antonio Tajani        |
| Vizepräsident (4), Verkehr                                    | Siim Kallas                     | Estland                | ERP                | ELDR               | Siim Kallas           |
| Vizepräsident (3), Wettbewerb                                 | Joaquín Almunia                 | Spanien                | PSOE               | SPE                | Joaquín Almunia       |
| Beschäftigung, soziale Angelegenheiten und Chancengleichheit  | László Andor                    | Ungarn                 | MSZP               | SPE                | László Andor          |
| Bildung, Kultur und Jugend, Mehrsprachigkeit                  | Androulla Vassiliou             | Zypern                 | EDI                | ELDR               | Androulla Vassiliou   |
| Binnenmarkt und Dienstleistungen                              | Michel Barnier                  | Frankreich             | UMP                | EVP                | Michel Barnier        |
| Energie                                                       | Günther Oettinger               | Deutschland            | CDU                | EVP                | Günther Oettinger     |
| Entwicklung                                                   | Andris Piebalgs                 | Lettland               | LC                 | ELDR               | Andris Piebalgs       |
| Erweiterung und europäische Nachbarschaftspolitik             | Štefan Füle                     | Tschechien             | CSSD nahestehend   | SPE nahestehend    | Štefan Füle           |
| Finanzplanung und Haushalt                                    | Janusz Lewandowski              | Polen                  | PO                 | EVP                | Janusz Lewandowski    |
| Fischerei und maritime Angelegenheiten                        | Maria Damanaki                  | Griechenland           | PASOK              | SPE                | Maria Damanaki        |
| Forschung und Innovation                                      | Máire Geoghegan-Quinn           | Irland                 | FF                 | ELDR               | Máire Geoghegan-Quinn |
| Gesundheit                                                    | Tonio Borg                      | Malta                  | PN                 | EVP                | Tonio Borg            |
| Handel                                                        | Karel De Gucht                  | Belgien                | Open VLD           | ELDR               | Karel De Gucht        |
| Humanitäre Hilfe und Krisenschutz                             | Kristalina Georgiewa            | Bulgarien              | GERB nahestehend   | EVP nahestehend    | Kristalina Georgiewa  |
| Inneres                                                       | Cecilia Malmström               | Schweden               | FL                 | ELDR               | Cecilia Malmström     |
| Klimaschutz                                                   | Connie Hedegaard                | Dänemark               | KF                 | EVP                | Connie Hedegaard      |
| Landwirtschaft und ländliche Entwicklung                      | Dacian Cioloș                   | Rumänien               | parteilos          | EVP nahestehend    | Dacian Cioloș         |
| Regionalpolitik                                               | Johannes Hahn                   | Österreich             | ÖVP                | EVP                | Johannes Hahn         |
| Steuern, Zollunion und Betrugsbekämpfung                      | Algirdas Šemeta                 | Litauen                | TS-LKD nahestehend | EVP nahestehend    | Algirdas Šemeta       |
| Umwelt                                                        | Janez Potočnik                  | Slowenien              | LDS nahestehend    | ELDR nahestehend   | Janez Potočnik        |
| Verbraucherschutz                                             | Neven Mimica                    | Kroatien               | SDP                | SPE                | Neven Mimica          |
| Wirtschaft und Währung                                        | Olli Rehn (bis Juni 2014)       | Finnland               | Keskusta           | ELDR               | Olli Rehn             |
| Wirtschaft und Währung                                        | Jyrki Katainen (seit Juni 2014) | Finnland               | Kokoomus           | EVP                | Jyrki Katainen        |

## Wahl der Kommission

### Wiederwahl Barrosos
Obwohl im Vorfeld der Europawahl 2009 eine Kampagne unter anderem der Europäischen Bewegung und der Union Europäischer Föderalisten darauf gedrängt hatte, schon im Wahlkampf verschiedene Kandidaten für das Amt des Kommissionspräsidenten zur Debatte zu stellen, nominierten die europäischen Parteien keine eigenen Kandidaten: Die Europäische Volkspartei (EVP) empfahl eine zweite Amtszeit von José Manuel Barroso, während die Sozialdemokratische Partei Europas (SPE) sich auf ihrem Parteiratstreffen Anfang Dezember 2008 nicht auf einen Gegenkandidaten einigen konnte. Obwohl über eine Kandidatur des SPE-Parteichefs Poul Nyrup Rasmussen diskutiert wurde, scheiterte sie letztlich an der Weigerung der britischen, spanischen und portugiesischen Sozialisten. Diese stellten in ihren jeweiligen Heimatländern die Regierung und waren dadurch auch an der Kandidatenauswahl im Europäischen Rat beteiligt. Hinzu kam, dass die spanischen und portugiesischen Sozialisten einer zweiten Amtszeit des Portugiesen Barroso wohl auch wegen dessen nationaler Herkunft positiv gegenüberstanden.
Erst nach der Wahl kündigte der Vorsitzende der SPE-Fraktion S&D, Martin Schulz, an, eine erneute Amtszeit Barrosos abzulehnen. Stattdessen würden die Sozialdemokraten eine mögliche Kandidatur des liberalen ehemaligen belgischen Premierministers Guy Verhofstadt unterstützen. Auch aus der Europäischen Grünen Partei sowie der liberalen Europaparlamentsfraktion ALDE wurde Barroso abgelehnt und Unterstützung für Verhofstadt geäußert. Verhofstadt selbst äußerte sich allerdings nicht dazu und übernahm stattdessen wenig später den ALDE-Fraktionsvorsitz.
Obwohl der Europäische Rat auf seinem Junigipfel kurz nach den Wahlen Barroso für eine erneute Kommissionspräsidentschaft nominierte, verschob das Parlament die Abstimmung über seine Bestätigung auf den September 2009. Nachdem Barroso während des Sommers in einem programmatischen Papier auf die Forderungen der liberalen und sozialdemokratischen Abgeordneten eingegangen war, wurde er schließlich am 16. September 2009 vom Parlament in geheimer Wahl mit 382 von 718 gültigen Stimmen wiedergewählt. Er hatte dabei die erklärte Unterstützung von EVP, ALDE und ECR sowie von den spanischen und portugiesischen Abgeordneten der S&D. Die Mehrzahl der S&D-Abgeordneten enthielt sich; Grüne/EFA, GUE/NGL und EFD stimmten mehrheitlich gegen Barroso.

### Nominierung der weiteren Kommissionsmitglieder
Nach der Wiederwahl Barrosos stand die Nominierung der weiteren Kommissionsmitglieder an, die von den nationalen Regierungen im Europäischen Rat vorgeschlagen werden müssen. Unter der schwedischen EU-Ratspräsidentschaft wurde beschlossen, die formelle Nominierung erst nach der Ratifikation des Vertrags von Lissabon durchzuführen, sodass die neue Kommission von Anfang an nach den neuen Regelungen zusammengesetzt sein würde. Im Herbst 2009 trafen nach und nach die Personalvorschläge der nationalen Regierungen ein. Da darunter zunächst fast nur Männer waren, rief Barroso die Regierungen ausdrücklich auf, auch Frauen zu nominieren. Letztlich wurden es neun Frauen, was der Zahl in der scheidenden Kommission Barroso I entspricht.
Am 19. November wurde auf einem Sondergipfel des Europäischen Rates die Britin Catherine Ashton (Labour Party) als Hohe Vertreterin für Außen- und Sicherheitspolitik nominiert. Die SPE, als zweitgrößte Gruppe im Parlament, hatte für dieses Amt eine Sozialdemokratin gefordert, während im Gegenzug das EVP-Mitglied Herman Van Rompuy zum Präsidenten des Europäischen Rates ernannt wurde.
Am 27. November, nachdem auch die letzten Regierungen ihre Vorschläge gemacht hatten, stellte Barroso die Verteilung der Politikressorts vor. Diese Aufteilung ist allein dem Kommissionspräsidenten überlassen, auch wenn teilweise nationale Regierungen Präferenzen für das Ressort des Kommissars aus ihrem jeweiligen Land geäußert hatten und informelle Vorabsprachen stattfanden. Die Politikbereiche wurden von Barroso teilweise neu zugeschnitten; so wurde das Ressort für Justiz, Freiheit und Sicherheit in ein Justiz- und ein Innenpolitik-Ressort aufgeteilt; aus dem Bereich Entwicklung und humanitäre Hilfe wurde ein neues Ressort Humanitäre Hilfe und Krisenschutz ausgegliedert. Neu geschaffen wurde das Ressort für Klimaschutz. Dagegen wurde das 2007 neu geschaffene Ressort Mehrsprachigkeit wieder mit dem Bildungsressort zusammengelegt, auch die vorigen Ressorts Verbraucherschutz und Gesundheit wurden zusammengeführt. Das Ressort Steuern und Zollunion wurde um die Bereiche Audit und Betrugsbekämpfung erweitert; das Verwaltungsressort, dem diese Bereiche bisher zugerechnet waren, wurde in das Ressort für Institutionelle Beziehungen eingegliedert. Für den Bereich Kommunikationsstrategie, zuvor Teil des Ressorts Institutionelle Beziehungen, ist kein Kommissar mehr ausdrücklich zuständig. Die Europäische Nachbarschaftspolitik wurde vom Ressort für Außenbeziehungen (das nun von der Hohen Vertreterin übernommen wurde) ins Ressort Erweiterung verlagert. Das Ressort Informationsgesellschaft und Medien wurde in „Digitale Agenda“ umbenannt. Elf der Kommissare der Kommission Barroso II hatten zuvor bereits der Kommission Barroso I angehört, allerdings wechselten alle davon die Ressorts.
Alle nominierten Kommissionsmitglieder entstammten entweder der Europäischen Volkspartei (EVP), der Europäischen Liberalen, Demokratischen und Reformpartei (ELDR) oder der Sozialdemokratischen Partei Europas (SPE) bzw. diesen nahestehenden Parteien (12 Kommissare der EVP, 9 der ELDR und 6 der SPE). Während in der Kommission Barroso I die politische Herkunft der Kommissare im politischen Alltag kaum eine Rolle spielte, kündigten die europäischen Parteien und deren Fraktionen im Europäischen Parlament vor der Ernennung der Kommission Barroso II eine engere Zusammenarbeit mit den Kommissaren ihrer jeweiligen politischen Richtung an. Die Kommission sollte dadurch stärker den Charakter einer Drei-Parteien-Koalition als einer Expertengruppe erhalten.

### Konflikt um die Zustimmung des Europäischen Parlaments
Vor ihrer Ernennung mussten die nominierten Kommissare vom Europäischen Parlament bestätigt werden. Hierfür wurden die nominierten Kommissionsmitglieder vom 11. bis 19. Januar 2010 von den zuständigen Ausschüssen des Europäischen Parlaments befragt. Dabei wurde an mehreren Kandidaten Kritik wegen mangelnder inhaltlicher Kompetenz geäußert. Für die für das Ressort Digitale Agenda vorgeschlagene Neelie Kroes (ELDR) wurde deshalb noch eine zweite Anhörung angesetzt. Die nominierte Kommissarin für humanitäre Hilfe, die Bulgarin Rumjana Schelewa (EVP), die nicht nur wegen Kompetenzmangel, sondern auch wegen angeblich falscher Angaben über ihre Nebenverdienste während eines früheren Mandats als Mitglied des Europäischen Parlaments kritisiert wurde, kündigte am 19. Januar 2010 ihren Verzicht auf das Amt an. An ihrer Stelle wurde von der bulgarischen Regierung Kristalina Georgiewa neu vorgeschlagen, die bei ihrer Anhörung im Parlament auf Zustimmung stieß.
Der Vorsitzende der sozialdemokratischen Fraktion S&D, Martin Schulz, kündigte zudem an, das Parlament werde sein Zustimmungsvotum für die Kommission nur dann geben, wenn diese zuvor zusichere, dass sie während ihrer Amtszeit alle Gesetzesinitiativen des Parlaments aufgreifen werde. Das Initiativrecht für EU-Rechtsakte liegt formal ausschließlich bei der Kommission. Diese nahm Vorschläge des Parlaments auch zuvor meistens, aber nicht in jedem Fall an.
Am 9. Februar 2010 wurde die Kommission schließlich mit 488 zu 137 Stimmen bei 72 Enthaltungen bestätigt. Mehrheitlich für die Kommission stimmten EVP, S&D und ALDE, mehrheitlich dagegen waren GUE-NGL, Grüne/EFA und EFD. Die ECR enthielt sich.

## Veränderungen
Der finnische Kommissar Olli Rehn hatte bei der Europawahl 2014 als Spitzenkandidat der Finnischen Zentrumspartei einen Sitz im Europäischen Parlament erlangt. Daher legte er am 25. Juni 2014 sein Kommissionsmandat nieder. Nachfolger als Kommissar für Wirtschaft und Währung wurde Jyrki Katainen.
Am 16. Juli 2014 wurden die neuen Übergangs-EU-Kommissare vom EU-Parlament mit großer Mehrheit demokratisch gewählt, im Vorfeld mussten diese sich einer Anhörung gegenüber den Parlamentariern stellen.
Neben Jyrki Katainen, der Olli Rehn als EU-Wirtschafts- und Währungskommissar ersetzte, wurden Antonio Tajani durch Nelli Feroci, Viviane Reding durch Martine Reicherts und Janusz Lewandowski durch Jacek Dominik ersetzt. Günther Oettinger wurde bis zum Ende der Kommission Vizepräsident.

## Verbleib der EU-Kommissare
Nachdem die Kommission Barroso im November 2015 die Amtsgeschäfte an die Kommission Juncker übergeben hat, haben viele der EU-Kommissare andere Aufgabengebiete angenommen.
In die Nachfolgekommission von EU-Kommissionspräsident Jean-Claude Juncker sind mehrere Kommissare erneut tätig, so Günther Oettinger für Digitale Wirtschaft und Gesellschaft, Cecilia Malmström als EU-Handelskommissarin, Kristalina Georgieva für Haushalt und Personal, Johannes Hahn für Erweiterung und Nachbarschaftspolitik, Maros Sefkovic für Energieunion und Neven Mimica für Entwicklung.
Viviane Reding ist Vorstandsmitglied der  Bertelsmann Stiftung und Agfa-Gevaert geworden.